# 聚興誠大樓
聚興誠大樓是上海市的一座歷史建築，位於江西中路250号，修建於1940年。這座建築高12層，曾經是聚興誠銀行的辦公地點，為鋼筋混凝土結構，外觀融合了中西元素，在入口處使用了飛簷門罩等中國傳統裝飾。現該建築由上海住總集團使用。2015年，聚興誠大樓被列入上海市第五批優秀歷史建築名單。